# 1. FFC Vorwärts 06 Wien
1. FFC Vorwärts 06 Wien is een Oostenrijkse voetbalclub uit het Weense stadsdeel Favoriten.

## Geschiedenis

### Ontstaan
De club werd als Sportklub Favoritner Vorwärts opgericht op 4 december 1906, clubkleuren waren zwart-wit. De beslissing om de club op te richten kwam nadat steeds meer jonge mannen op het onbebouwde terrein aan de Inzersdorferstraße begonnen te voetballen. Voorbeeldclubs waren de buren ASV Hertha Wien en SpC Rudolfshügel. Reeds in 1907 nam de club deel aan een toernooi georganiseerd door Floridsdorfer AC en bereikte de 7de plaats. Bij de competitie wird de club in de 2de klasse ingedeeld. Bij het eerste officiële kampioenschap in 1911/12 werd de club 5de. De volgende 2 seizoenen ging het slechter met een 7de en 10e plaats. Met het uitbreken van de Eerste Wereldoorlog werden de activiteiten gestaakt omdat de meeste spelers opgeroepen werden om hun legerdienst te vervullen. 

### Heroprichting
Na het einde van de oorlog werd de club heropgericht door enkele voormalige spelers en bestuursleden. Er werd ook een nieuwe clubnaam aangenomen, 1. Favoritner FC Vorwärts 06 Wien, wanneer dit precies gebeurde is echter niet meer te achterhalen, het staat wel vast dat de nieuwe naam in 1922 al gebruikt werd. De naam Vorwärts X duikt ook soms op, al was deze benaming nooit officieel. Na het seizoen 1919/20 promoveerde de club weer naar de 2. Klasse A maar werd daar laatste en degradeerde naar de 3de klasse Noord. Na 2 seizoenen werd Vorwärts kampioen en promoveerde zo terug naar de 2de klasse. Omdat de club beschuldigd werd onrechtmatige spelers opgesteld te hebben, sloot de voetbalbond hen uit. Nadat deze beschuldigingen onterecht bleken liet de bond de club terug toe op 22 maart 1923.

### Gemiste promotie
1. FFC Vorwärts 06 werd een vaste waarde in de 2de klasse de volgende jaren en werd in 1941/42 vicekampioen achter BSG Reichsbahn I. Na de gemiste promotie stelde de club als doel de titel voor het volgende seizoen. Deze ambitie werd waargemaakt en Vorwärts werd kampioen voor SC Helfort Wien in de 2de klasse Zuid en deed zo mee aan de eindronde om promotie. Het vorige seizoen promoveerde de kampioen nog direct naar de Gauliga maar nu moest er een play-off gespeeld worden tegen de kampioen van de 2de klasse Noorden de winnaar daarvan mocht naar de eindronde om naar de Gauliga te promoveren. Tegenstander was SC Austria Donauarbeiter en de eerste wedstrijd vond plaats op 20 juni 1943 in het stadion van Wacker in Meidling. 3000 toeschouwers zagen Vorwärts winnen met 4-1. In de terugwedstrijd verloor de club met 1-2 maar stootte toch door naar de eindronde, ondanks 2 overwinningen tegen Fußballgemeinschaft Salzburg en een gelijkspel tegen SK Amateure Steyr werd slechts de tweede plaats behaald. Nadat de promotie voor de tweede keer net gemist werd ging het bergaf met de club.

### De diepe val
In 1945/46 kwalificeerde de club zich nog voor de eerste klasse in Wenen (2de klasse Oostenrijk) die uit één reeks bestond vanaf dat seizoen, het volgende seizoen degradeerde de club echter. De volgende decennia ging het slechter met de club en zakte weg naar de onderste regionen van de competitie. Tegenwoordig (2006/07) speelt de club in de Wiener 2. Klasse B, de 2de laagste speelklasse in Wenen.